# Kağızman (district)
Kağızman is een Turks district in de provincie Kars en telt 50.585 inwoners (2007). Het district heeft een oppervlakte van 1796,9 km². Hoofdplaats is Kağızman.
De bevolkingsontwikkeling van het district is weergegeven in onderstaande tabel.
| 1997   | 2000   | 2007   |
| ------ | ------ | ------ |
| 42.069 | 48.908 | 50.585 |